# ماریا خنتیل آرکوس
ماریا خنتیل آرکوس (اسپانیایی: María Gentil Arcos‎؛ ‏ ۱۱ آوریل ۱۹۰۵ – ۱۸ ژوئیهٔ ۱۹۶۵) بازیگر اسپانیایی-مکزیکی در دوران طلایی سینمای مکزیک و خواهر کنچیتا خنتیل آرکوس بود. کارلوس مونسیویس نویسنده مکزیکی از او (در کنار خواهرش کنچیتا) به عنوان یکی از «چهره‌های تکمیل‌کننده» سینمای مکزیک یاد کرد و نوشت: «هر چه باشد، تعداد چنین افرادی زیاد نیستند، اما سال‌های حضورشان در سینما آنها را تبدیل به یک چهره‌ای ماندگار کرده‌است…»
از فیلم‌هایی که وی در آن‌ها نقش داشته‌است، می‌توان به جادوگر اشاره نمود.